# Paul Madeley
Pour les articles homonymes, voir Madeley.
Paul Madeley, né le 20 septembre 1944 à Leeds (Angleterre) et mort le 23 juillet 2018, est un footballeur britannique, qui évoluait à Leeds United et en équipe d'Angleterre. Il a joué à tous les postes, à l'exception de celui de gardien.
Il a été sélectionné vingt-quatre fois en équipe d'Angleterre entre 1971 et 1977,. 

## Carrière
- 1963-1980 : Leeds United

## Palmarès

### En équipe nationale
- 24 sélections et 0 but avec l'équipe d'Angleterre entre 1971 et 1977.

### Avec Leeds United
- Vainqueur de la Coupe des villes de foires en 1968 et 1971.
- Vainqueur du Championnat d'Angleterre de football en 1969 et 1974.
- Vainqueur de la Coupe d'Angleterre de football en 1972.
- Vainqueur de la Coupe de la Ligue anglaise de football en 1968.
- Vainqueur du Championnat d'Angleterre de football D2 en 1964.
- Finaliste de la Coupe des clubs champions européens en 1975.
- Finaliste de la Coupe d'Europe des Vainqueurs de Coupe en 1973.
- Finaliste de la Coupe des villes de foires en 1967
- Vice-champion du Championnat d'Angleterre de football en 1965, 1966, 1970, 1971 et 1972.
- Finaliste de la Coupe d'Angleterre de football en 1965, 1970 et 1973.